# Anticolinèrgic
Els anticolinèrgics o parasimpaticolítics són un grup de substàncies que bloquegen l'acció del neurotransmissor anomenat acetilcolina (ACh) a les sinapsis del sistema nerviós central i perifèric.
Aquests agents inhibeixen el sistema nerviós parasimpàtic bloquejant selectivament la unió de l'ACh al seu receptor a les cèl·lules nervioses. Les fibres nervioses del sistema parasimpàtic són responsables del moviment involuntari dels músculs llisos presents al tracte gastrointestinal, el tracte urinari, els pulmons i moltes altres parts del cos.
En termes generals, els anticolinèrgics es divideixen en dues categories d'acord amb les seves dianes específiques al sistema nerviós central i perifèric i a la unió neuromuscular: agents antimuscarínics i agents antinicotínics (blocadors ganglionars, blocadors neuromusculars).
El terme "anticolinèrgic" s'utilitza típicament per referir-se a antimuscarínics que inhibeixen de manera competitiva la unió d'ACh als receptors muscarínics de l'acetilcolina; aquests agents no antagonitzen la unió als receptors nicotínics de l'acetilcolina en la unió neuromuscular, tot i que el terme s'utilitza de vegades per referir-se als agents que ho fan.

## Usos mèdics
Els fàrmacs anticolinèrgics s'utilitzen per tractar una varietat de condicions:
- Mareig (inclosos símptomes relacionats amb el vertigen i la cinetosi)
- Símptomes extrapiramidals, un possible efecte secundari dels medicaments antipsicòtics
- Trastorns gastrointestinals (per exemple, úlceres pèptiques, diarrea, piloroespasme, diverticulitis, colitis ulcerosa, nàusees, i vòmits)
- Trastorns genitourinaris (p. ex., cistitis, uretritis i prostatitis)
- Insomni, encara que normalment només a curt termini
- Trastorns respiratoris (p. ex., asma, bronquitis crònica i malaltia pulmonar obstructiva crònica [MPOC])
- Bradicàrdia sinusal a causa d'un nervi vague hipersensible
- Intoxicació per agents nerviosos basats en organofosfats, com ara VX, sarin, i altres[6][7]

Els anticolinèrgics generalment tenen efectes antisialagogs (disminució de la producció de saliva), i la majoria produeixen cert nivell de sedació, ambdues avantatges en procediments quirúrgics.